# Новое Левково
Новое Левково — деревня в Вяземском районе Смоленской области России. Входит в состав Новосельского сельского поселения. Население — 157 жителей (2007 год). 
Расположена в восточной части области в 5 км к северу от Вязьмы, в 2 км восточнее автодороги Р134 «Старая Смоленская дорога» Смоленск — Дорогобуж — Вязьма — Зубцов, на берегу реки Рощечка. В 1 км западнее деревни расположена железнодорожная станция Новое Село на линии Вязьма — Ржев. 

## История
В годы Великой Отечественной войны деревня была оккупирована гитлеровскими войсками в октябре 1941 года, освобождена в марте 1943 года.